# Robert Dahl

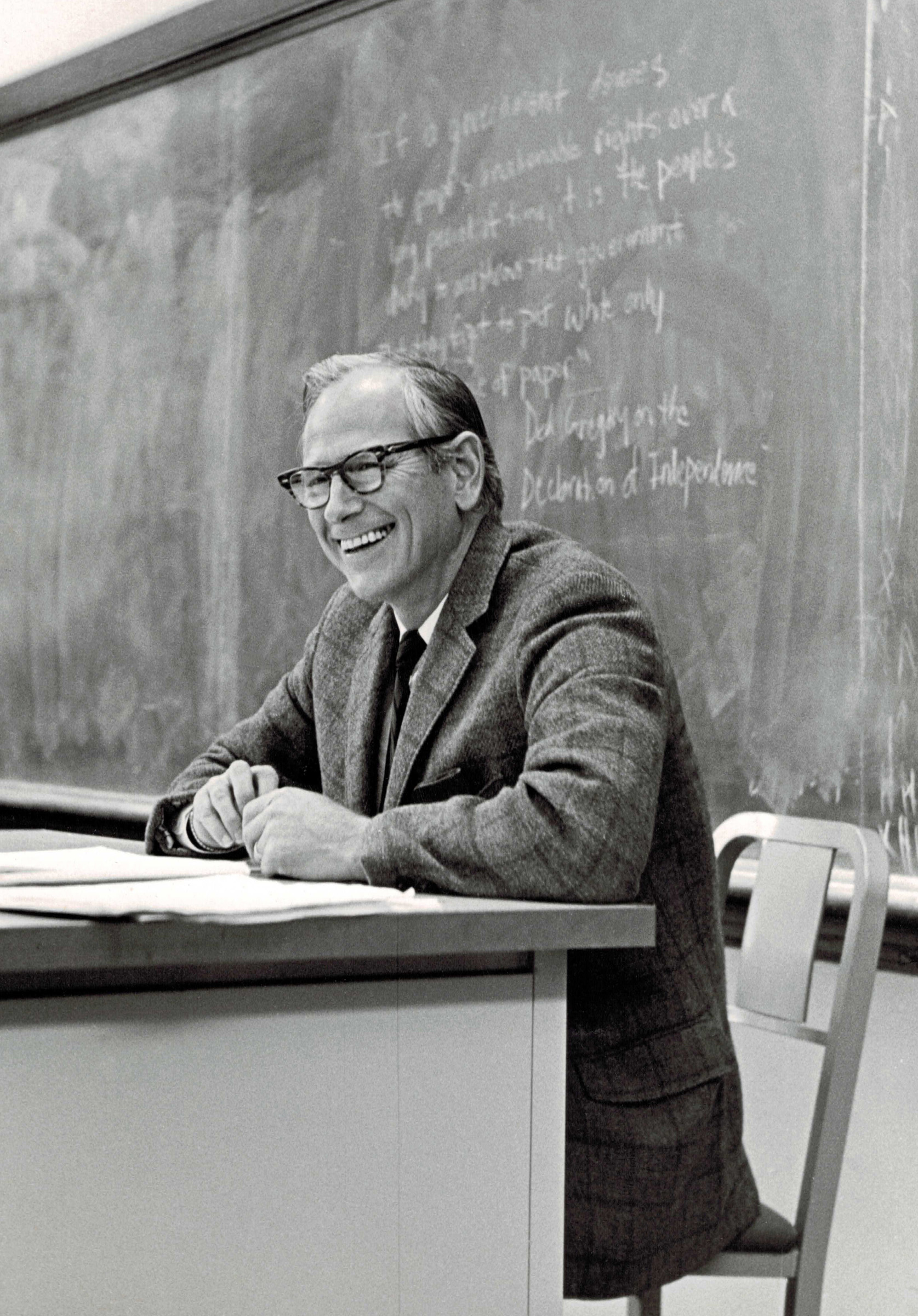
Robert Dahl

Robert Alan Dahl (ur. 17 grudnia 1915 w Inwood, zm. 6 lutego 2014) – amerykański politolog, socjolog i profesor.
W latach 1964–1986 był profesorem Uniwersytetu Yale (w New Haven). Wywierał znaczny wpływ na nauki polityczne swoim empirycznymi badaniami nad dystrybucją władzy w społeczności lokalnej i koncepcjami teoretycznymi, dotyczącymi zwłaszcza demokracji i pluralizmu.

## Proceduralne minimum demokracji
W swoich pracach Dahl rozwija proceduralną teorię demokracji. W jej ramach wyróżnia siedem warunków, określanych jako proceduralne minimum, które musi spełniać system, aby być uznanym za demokratyczny:
1. Kontrolę nad politycznymi decyzjami rządu konstytucja gwarantuje politykom pochodzącym z wyboru.
2. Urzędy obieralne obsadzane są ramach regularnych i uczciwych wyborów, w których niedopuszczalny jest przymus. Wybory muszą być równe i jawne.
3. Wszyscy dorośli obywatele mogą brać udział w wyborach.
4. Praktycznie wszyscy dorośli obywatele mogą kandydować na urzędy.
5. Obywatele mają prawo wypowiadać się w szeroko rozwijanych kwestiach politycznych bez groźby poniesienia za to kary.
6. Obywatele mają prawo szukania alternatywnych źródeł informacji, które faktycznie istnieją i są chronione przez prawo.
7. Obywatele mają prawo do tworzenia niezależnych od rządu organizacji i stowarzyszeń, w tym partii politycznych i grup interesu.